# Rol social
Rolul social constă în atribuțiile pe care le are o persoană în funcție de locul pe care îl ocupă în cadrul unui grup social.